# Green Mind
Green Mind è il quarto album del gruppo statunitense Dinosaur Jr., pubblicato nel 1991 dalla Blanco y Negro Records.
La copertina dell'album, rappresentante una bambina che fuma una sigaretta, è una fotografia del 1969 di Joseph Szabo.

## Tracce
Testi e musiche di J Mascis.
1. The Wagon – 4:54
2. Puke + Cry – 4:27
3. Blowing It – 2:44
4. I Live for That Look – 1:56
5. Flying Cloud – 2:35
6. How'd You Pin That One on Me – 4:24
7. Water – 5:38
8. Muck – 4:15
9. Thumb – 5:38
10. Green Mind – 4:56

## Formazione
- J Mascis - chitarra, voce
- Don Fleming - basso, chitarra, voce
- Murph - batteria
- Joe Harvard - chitarra
- Jay Spiegel - batteria
- Sean Slade - mellotron